# Deportes por Movistar Plus+
Deportes por Movistar Plus+ est une chaîne de télévision espagnole du groupe Telefónica.